# Christian Thomas Rachlé
Christian Thomas Rachlé (* 1. November 1965 in Klagenfurt) ist ein österreichischer römisch-katholischer Theologe und Autor.

## Biografie
Rachlé wuchs als zweites von vier Kindern in Eferding in Oberösterreich auf. Seine Mutter stammte aus Oberösterreich, sein Vater aus Graz, Steiermark, wohingegen der Familienname eher auf Wurzeln in der französischen Schweiz hindeutet. Nach seiner Schulausbildung folgten Studien in Horn und Salzburg sowie das Doktoratsstudium in Graz. Nach Kaplansjahren in Wolfsberg und Treibach/Althofen kam er als Akademiepfarrer an die Heeresunteroffiziersakademie nach Enns in Oberösterreich und an den Wochenenden war er als Landpfarrer in Preitenegg in der Bürgerspitalkirche tätig. Seine Berufung zum Priester soll er bei einer Soldatenwallfahrt in Lourdes in Frankreich empfunden haben.
Als Priester der Militärdiözese Österreich verblieb er beim Österreichischen Bundesheer, schlug die Offizierslaufbahn ein und war 15 Jahre beim Militärkommando Steiermark. Rachlé absolvierte Auslandseinsätze des Österreichischen Bundesheeres am Golan, in Bosnien-Herzegowina, im Kosovo, im Tschad und im Libanon. Auf diesen Reisen wandte er sich in den 2000er Jahren dem Schreiben zu.
Heute ist er beim Streitkräfteführungskommando in der Belgier-Kaserne im Dekanat Graz für die Steiermark, Niederösterreich, das Burgenland und Wien tätig.
Rachlé veröffentlichte bereits mehrere Bücher in den vergangenen Jahren. 2019 erschien das Buch „Windhauch – Auf Spurensuche nach den Urfragen der Menschheit“, welches er mit der steirischen Theologin und Historikerin Anja Asel schrieb. Der Erlös seiner Bücher soll karitativen Zwecken beim St. Georgs Verein zufließen.

## Publikationen (Auswahl)
- Über Leben, Liebe, Leid und Ewigkeit. Aphorismen. Vehling, Graz 2011. ISBN 978-3-853-33202-3
- mit Birgit Rünger: Geschichten die das Leben schreibt. Vehling, Graz 2013. ISBN 978-3-853-33237-5
- Leben, Liebe, Licht. Vehling, Graz 2016. ISBN 978-3-853-33274-0
- 13 – dreizehn. Vehling, Graz 2016. [m. Ill. von Werner Berg] ISBN 978-3-853-33274-0
- Was bleibt uns? Vehling, Graz 2017. ISBN 978-3-853-33294-8
- mit Anja Asel: "Windhauch – Auf Spurensuche nach den Urfragen der Menschheit." Eigenverlag Asel/Rachlé, Dietmannsdorf im Sulmtal 2019. ISBN 9783200065901

## Ehrungen
- 2006: Silbernes Ehrenzeichen für die Verdienste um die Republik Österreich
- 2012: Goldenes Ehrenzeichen für die Verdienste um die Republik Österreich
- 2018: Großes Ehrenzeichen für die Verdienste um die Republik Österreich
- 2022: Goldenes Ehrenzeichen der Stadt Graz